# Mika Clausen
Mika Clausen (* 10. Juni 2002 in Hamburg) ist ein deutscher Fußballspieler.

## Karriere
Clausen spielte in seiner Jugend für den SV Nettelnburg/Allermöhe aus Hamburg und den SV Eichede. Für Eichede spielte er in der Saison 2021/22 erstmals in der fünftklassigen Oberliga in der Herrenmannschaft. Im Sommer 2022 wurde Clausen von der zweiten Mannschaft des FC St. Pauli verpflichtet. In der Regionalliga Nord absolvierte er 60 Spiele für St. Pauli. In diesen Spielen schoss Clausen neun Tore und bereite 14 Tore vor.
Im Sommer 2024 wechselte Clausen zum FC Erzgebirge Aue in die 3. Fußball-Liga und erhielt einen Vertrag bis Juni 2026. Er debütierte am 1. Spieltag gegen die zweite Mannschaft von Hannover 96. Am 2. Spieltag gegen den VfL Osnabrück schoss er sein erstes Profitor für die Veilchen.